# Fokker E.II
O Fokker E.II foi a segunda variante do  caça monoplano alemão "Fokker Eindecker" da Primeira Guerra Mundial. O E.II era essencialmente um Fokker E.I com o motor rotativo de 9 cilindros Oberursel U.I de 100 hp (75 kW), uma cópia aproximada do giratório francês Gnôme Monosoupape da mesma potência, no lugar do "Oberursel U.0" de 80 hp (60 kW) do "E.I", mas enquanto o "E.I" era simplesmente um "M.5K" com uma metralhadora calibre 7,92 mm (.312") aparafusada a ele, o E.II foi projetado com o sistema de armas integrado à sua fuselagem.

## Projeto e desenvolvimento
Em 13 de junho de 1915, Anthony Fokker demonstrou o primeiro E.II para uma audiência de comandantes alemães, incluindo o príncipe herdeiro Wilhelm da Alemanha, em um aeródromo do Quinto Exército Alemão. Em 23 e 24 de junho, ele demonstrou a aeronave em Douai para o Sexto Exército Alemão. Foi durante essas demonstrações, apenas uma semana antes de qualquer morte ser alcançada no tipo Eindecker, que o próprio Fokker tentou engajar uma aeronave inimiga, mas não conseguiu encontrar um alvo.

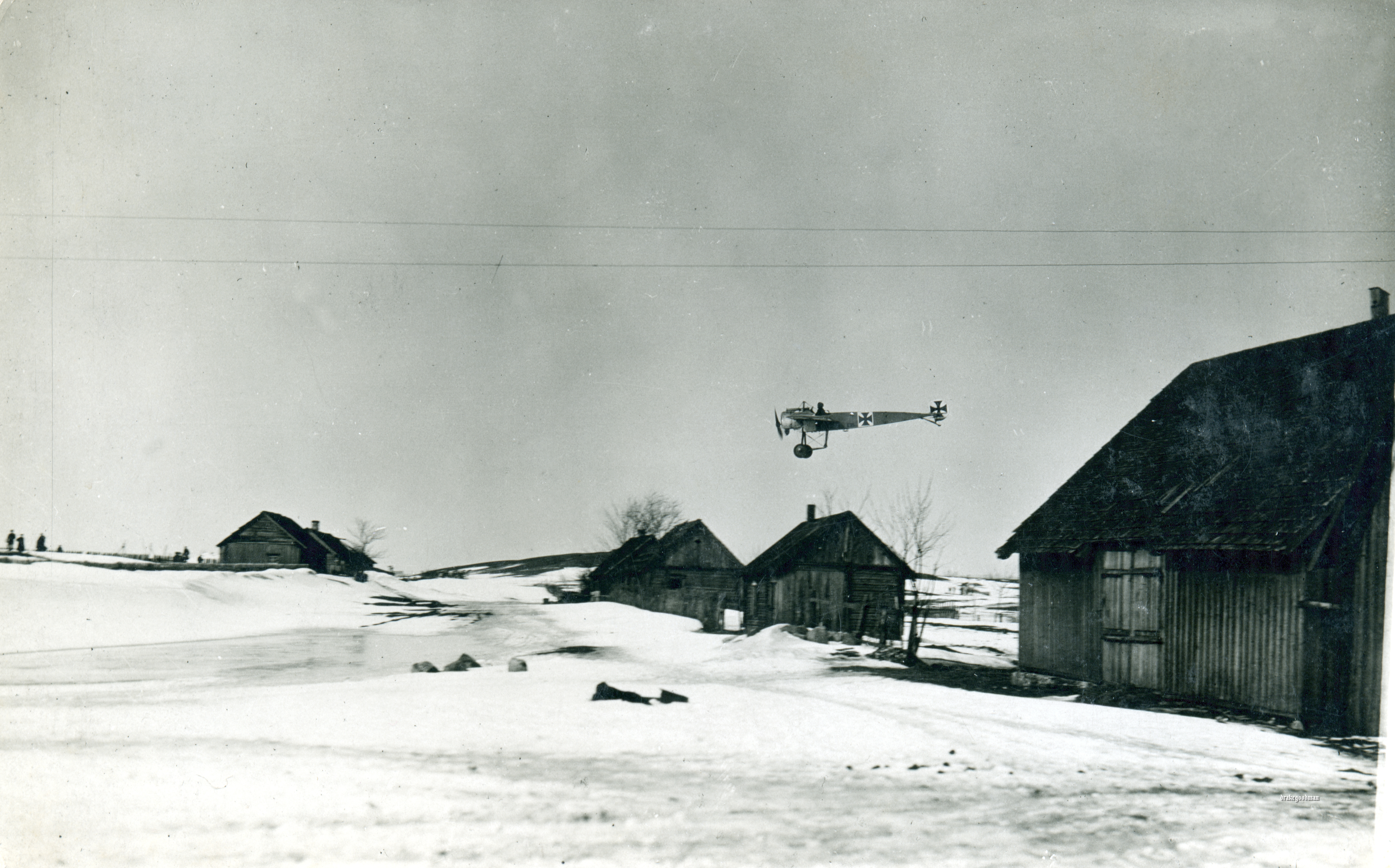
Fokker E.II/35 do Feldflieger Abteilung 14 preparando-se para pousar na Frente Oriental.

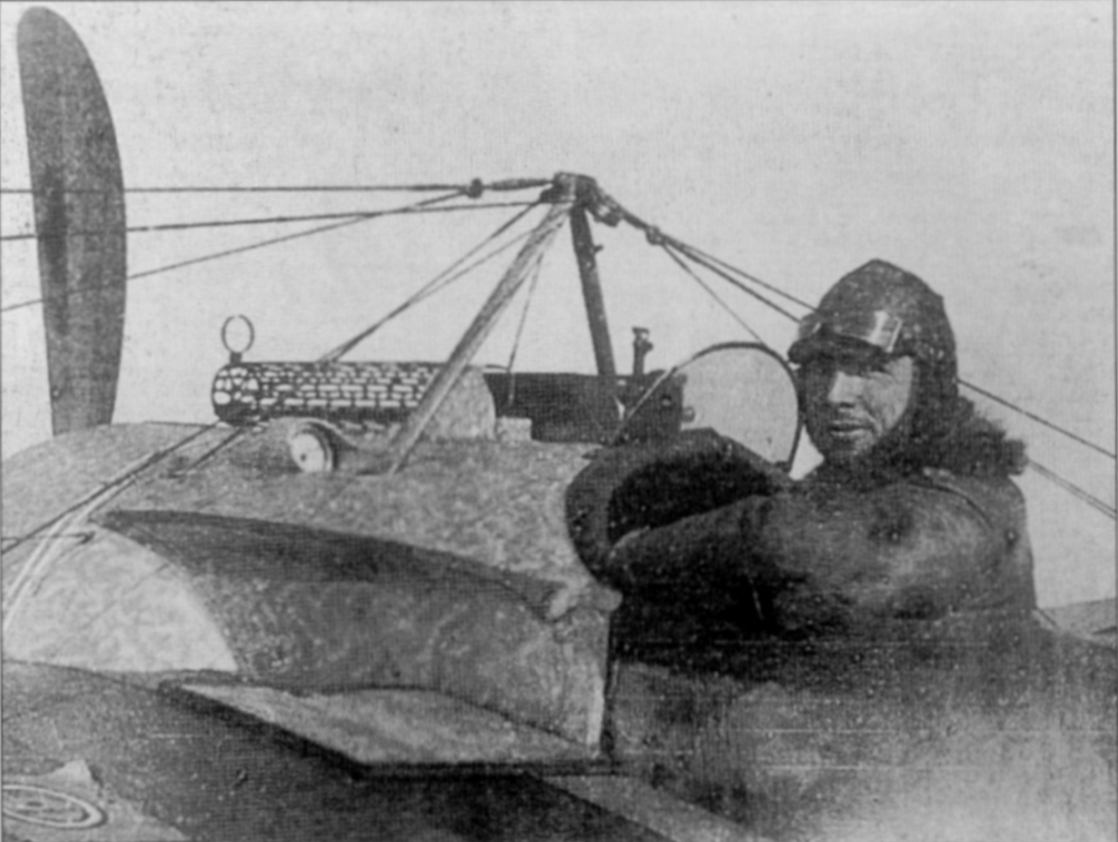
O Fokker E.II de Max Immelmann em outubro de 1915, mostrando a forma inicial da superfície intradorso e a nacele de maior diâmetro que o motor giratório de nove cilindros Oberursel U.I, igualmente maior, exigia.

A principal diferença entre os tipos foi uma envergadura reduzida no E.II, destinada a aumentar a velocidade, mas o desempenho em manobras e em razão de subida sofreu. O tipo foi, portanto, rapidamente substituído pelo E.III. O E.II também tinha uma capacidade de combustível maior de 90 litros (23,75 galões americanos) para suprir o consumo de combustível de 54 litros/hora do Oberursel U.I, em comparação com a capacidade de 69 litros (18,2 galões americanos) do "E.I" para alimentar seu motor giratório "U.0" anterior, que consumia 37 litros/hora de combustível. Assim como no quinteto de protótipos "M.5K/MG" de produção dos Eindeckers, o piloto recebeu um suporte de cabeça para ajudá-lo a resistir ao fluxo de ar quando ele tinha que levantar a cabeça para usar as miras da arma.
O maior peso do motor giratório Oberursel U.I de 100 hp (75 kW) usado para alimentar o E.II exigia uma estrutura de fuselagem traseira um pouco alongada, em comparação com a versão "E.I" para alcançar o equilíbrio adequado, com o diâmetro maior do motor "U.I" exigindo uma nacele padrão "ferradura" de raio maior para envolvê-lo, e o convés superior de alumínio do nariz foi levantado junto com ele - resultando em intradorsos de metal tendo que ser montados onde o convés superior encontra as longarinas superiores, com adições de tubos estruturais de metal às extremidades dianteiras das longarinas superiores imediatamente atrás do "firewall" para apoiar os "sofitos" e as laterais do painel do nariz superior elevado. Este formato continuou sendo usado com o "E.III".
O E.II foi construído em paralelo com o "E.I" e a escolha de uma célula se tornar um "E.I" ou E.II dependia da disponibilidade de motores. No total, os números de produção da Fokker afirmam que 49 E.II foram construídos e 45 deles foram entregues à "Fliegertruppe" na Frente Ocidental em dezembro de 1915 ("Luftstreitkräfte" de outubro de 1916 em diante), quando a produção mudou para a principal variante Eindecker, o Fokker E.III, que usava o mesmo motor Oberursel U.I de 100 hp (75 kW). Alguns E.II em produção foram concluídos como "E.III" e vários E.II devolvidos à fábrica da Fokker para reparo foram atualizados para a especificação "E.III".

## Operadores
Império Alemão
- "Luftstreitkräfte"

## Especificações (E.II.)
Dados de: Militär Wissen (parcial)
Descrições gerais
- Tripulação: 1 piloto
- Comprimento: 7,2 m (24 ft)
- Envergadura: 9,7 m (32 ft)
- Altura: 2,8 m (9,2 ft)
- Área alar: 16 m² (172 ft²)
- Peso vazio: 340 kg (750 lb)
- Peso bruto (carregado): 500 kg (1 100 lb)
- Capacidade de combustível: 90 l (23,8 US-gal)

Motorização
- Número de motores: 1x
- Tipo do motor: Oberursel U.I giratório, de 9 cilindros refrigerado a ar
- Potência por motor: 101 hp (75,3 kW)
- Descrição do propulsor/hélice: Hélice de madeira de 2 pás de passo fixo com 2,3–2,5 m de diâmetro

Performance
- Velocidade máxima: 140 km/h (87,0 mph)
- Velocidade de cruzeiro (km/h): 110 km/h (68,4 mph)
- Alcance: 200 km (124 mi)
- Razão de subida: 1.6 m/s
- Tecto de serviço: 3 000 m (9 840 ft)

Armamentos
- Metralhadoras/canhões: 1 × metralhadora Maschinengewehr 08 de 7,92 mm (.312") de disparo frontal